# Torre Casa Balde
La Torre Casa Balde és una torre de guaita situada prop de la serra Cabeçó d'Or, al terme municipal de Relleu, a la Marina Baixa, província d'Alacant, construïda al segle XVII per a protegir el habitants de les cases veïnes. Va ser declarada Bé d'Interès Cultural l'1 de setembre de 1997, amb l'anotació ministerial R-I-51-0010116.
Es tracta d'una construcció prismàtica, de planta quadrada i parets lleugerament atalussades. Està realitzada en maçoneria irregular, amb els cantons de maçons més grans i regulars. Les juntes estan farcides de morter que mai cobreix la totalitat de la façana, mostren la pedra vista. L'interior està dividit en tres nivells, més la coberta plana, a la qual s'accedeix per una escala de cargol situada a la cantonada sud-oest. Està adossada a una casa construïda simultàniament.